# Miguel Gerlero
Miguel Gerlero (Río Tercero, Córdoba, 9 de enero de 1988) es un baloncestista argentino que juega como alero en el Ferentino de la Serie B Interregionale de Italia. Es hermano del también baloncestista profesional José Gerlero.

## Carrera
Formado en la cantera del club riotercerense 9 de Julio, fue reclutado por Atenas de Córdoba cuando aún era un jugador de las categorías juveniles. Su debut como profesional se produjo el 3 de marzo de 2006 en un partido que los cordobeses disputaron ante Belgrano de San Nicolás. Pasó las siguientes dos temporadas en la Liga B, jugando primero para Racing de Gualeguaychú y luego para 9 de Julio. 
En 2008 regresó a la Liga Nacional de Básquet, fichado por Quimsa. Esa temporada alcanzó a actuar en 18 partidos. Fue cedido a préstamo nuevamente al 9 de Julio, teniendo esta vez la oportunidad de jugar en el Torneo Nacional de Ascenso durante la temporada 2009-10.
Ya con suficiente rodaje encima, fue reincorporado a Atenas de Córdoba, donde pudo mostrar su talento y -a causa de ello- fue reconocido como el jugador Revelación de la Liga Nacional de Básquet de la temporada 2010-11.
En 2012 fichó con Regatas Corrientes, integrándose a un plantel que se consagraría campeón de la LNB en la temporada 2012-13 y conquistaría además la Liga Sudamericana de Clubes 2012. Dos años después dejó a Regatas para incorporarse a su clásico rival, San Martín de Corrientes.
Gerlero se sumó a Instituto de Córdoba en 2016, club en el que había jugado su padre durante la década de 1980. Sin embargo, a diferencia de su progenitor, sólo permaneció allí dos temporadas, antes de retornar a la provincia de Corrientes y fichar con Comunicaciones de Mercedes. 
En 2021 fue contratado por Riachuelo, club que esa temporada había conseguido ascender a la LNB.

## Trayectoria
| Club                     | País      | Año             |
| ------------------------ | --------- | --------------- |
| Atenas                   | Argentina | 2006            |
| Racing de Gualeguaychú   | Argentina | 2006 - 2007     |
| 9 de Julio               | Argentina | 2007 - 2008     |
| Quimsa                   | Argentina | 2008 - 2009     |
| 9 de Julio               | Argentina | 2009 - 2010     |
| Atenas                   | Argentina | 2010 - 2012     |
| Regatas de Corrientes    | Argentina | 2012 - 2014     |
| San Martín de Corrientes | Argentina | 2014 - 2016     |
| Instituto de Córdoba     | Argentina | 2016 - 2018     |
| Comunicaciones           | Argentina | 2018 - 2021     |
| Riachuelo                | Argentina | 2021 - 2022     |
| Ferentino                | Italia    | 2021 - Presente |

## Selección nacional
Gerlero integró la selección de baloncesto de Argentina que participó del torneo de baloncesto masculino en los Juegos Panamericanos de 2011 disputados en Guadalajara.

## Palmarés

### Campeonatos nacionales
| Título                   | Club               | País      | Año     |
| ------------------------ | ------------------ | --------- | ------- |
| Torneo Súper 8           | Atenas de Córdoba  | Argentina | 2010    |
| Torneo Súper 8           | Regatas Corrientes | Argentina | 2012    |
| Liga Nacional de Básquet | Regatas Corrientes | Argentina | 2012-13 |

### Campeonatos internacionales
| Título                      | Club               | País      | Año  |
| --------------------------- | ------------------ | --------- | ---- |
| Liga Sudamericana de Clubes | Regatas Corrientes | Argentina | 2012 |

### Menciones
- Revelación de la Liga Nacional de Básquet 2010-11
- MVP Torneo Súper 8 2010 Con 31 puntos, 4 rebotes y 3 asistencias.